# Luis Arcas Brauner
Luis Arcas Brauner (València 1934 - Cambridge 1989) va ser un pintor de paisatges i retratista valencià. Freqüentava el 'Círculo de Bellas Artes' juntament amb altres artistes com Antonio Alegre Cremades o Juan de Ribera Berenguer entre d'altres. Va ser membre de la Reial Acadèmia de Belles Arts de Sant Carles de València. Hi ha obres seues a diferents col·leccions d'art públiques i privades.
A la ciutat de València, al barri de la Ciutat de les Arts i de les Ciències, al districte de Quatre Carreres, pertanyent a la junta municipal de Russafa, té un carrer amb el seu nom.
Era fill de Carmen Brauner González (València ? - 26-1-1990) i net de Rita González Almela (morta a València el 15-03-1978) i l'empresari ferroviari austrohongarès Hugo Brauner Gewitsch (mort a Sevilla).

## Obra i exposicions
Apart d'haver participat a nombroses exposicions col·lectives, té obra exposada al Museu d'Art Contemporani de Vilafamés.
- L'any 1955 va participar al 'I Salón de Otoño' de la ciutat de València celebrat a l'Ateneu Mercantil, de l'1 al 21 de desembre.[8]
- L'any 1956 va pintar un mural a la llibreria París Valencia del carrer Navellos de València[9]
- El novembre de 1963 va exposar a Alacant a la Sala de Arte de la Caja de Ahorros del Sureste de España.[10]
- L'any 1969 va exposar al Museo Histórico Nacional.[11]
- L'any 1991 li van fer una exposició homenatge pòstuma al Palau de la Música de València.[12]